# Dawit Isaak-biblioteket
Dawit Isaak-biblioteket är ett bibliotek vid Malmö stadsarkiv i Malmö som gjort sig känt som ett yttrandefrihetsbibliotek då det inrymmer över 1500 böcker som blivit förbjudna eller censurerade i andra länder. Biblioteket är uppnämnt efter journalisten Dawit Isaak som sitter fängslad i Eritrea.

## Priser och utmärkelser
2021 - Hedeniuspriset
2023 - Svenska UNESCO-priset